# Pere del Friül
Pere (? - 756) va ser un duc llombard, duc del Friül des 750 o 751 a 756. Hi ha molt poca informació sobre ell. Pau el Diaca, en la seva Historia Langobardorum, es refereix únicament al fet que es va convertir en un duc quan parla de la valentia del seu pare Muniquis durant la gran i desafortunada batalla dels llombards de Friül, dirigida pel duc Ferdulf, contra els eslaus. Era germà d'Orsó (Ursus), duc de Ceneda, i es va convertir en duc, just després de la renúncia d'Anselm, vers l'any 750 o 751, aprovat per Astolf el rei d'Itàlia. Hauria governat fins vers el 774, quan segons fonts franques fou deposat per Carlemany després del setge de Pavia, però altres fonts fan duc al seu successor Hrodgaud ja abans d'aquesta data.